# Un grand patron
Pour plus de détails, voir Fiche technique et Distribution.
Un grand patron est un film français réalisé par Yves Ciampi en 1951, d'après un roman de Pierre Véry et sur une musique de Joseph Kosma. 

## Synopsis
Le professeur Delage est un brillant chirurgien, patron d'un service à Paris. Il est admiré, mais aussi jalousé professionnellement, notamment parce qu'il a mis au point une nouvelle manière de greffer un rein. Après le décès d'une patiente, il recueille le jeune Émile.

## Fiche technique
- Réalisation : Yves Ciampi, assisté de Jean-Jacques Vierne et Jacques Bourdon
- Scénario : Pierre Véry et Yves Ciampi
- Dialogues : Pierre Véry
- Décors : René Moulaert
- Photographie : Marcel Grignon
- Montage : Roger Dwyre
- Son : Jacques Carrère
- Musique : Joseph Kosma
- Production : André Paulvé
- Sociétés de production : DisCina et Éclair-Journal
- Format : Noir et blanc — 35 mm — 1,37:1 — Son mono
- Genre : Drame
- Durée : 94 minutes
- Date de sortie : 
  - France : 28 novembre 1951
- Affiche : René Péron (France)

## Distribution
- Pierre Fresnay : le professeur Louis Delage, un grand chirurgien spécialiste des greffes de rein
- Renée Devillers : Florence Delage, sa femme
- Roland Alexandre : Jacques Brulange, le filleul de Delage qui veut en faire un médecin
- Michel Vadet : le docteur Larmy, l'assistant de Delage
- Claire Duhamel : Catherine Delage, la nièce de Louis
- Jean-Claude Pascal : Marcillac, un interne  cynique et ambitieux
- Robert Moor : le professeur Peccavi
- Marcel André : le docteur Charles Tannard, membre de l'Académie des Sciences et ami de Louis
- Pierre Destailles : Gaston Berval, un cafetier opéré par Delage
- Serge Lecointe : Albert, un petit patient et admirateur de Delage
- Christiane Barry : Jacqueline
- Nadine Alari : Yvette
- Claude Nicot : Un stagiaire à l’hôpital
- Bernard Musson : Un stagiaire à l’hôpital
- Madeleine Barbulée : Marie-Laure, la belle-sœur du professeur
- Georgette Anys : Madame Berval
- Maurice Ronet : François, un blessé
- Simone Chambord: La jeune femme qui chante
- Philippe Mareuil : Georges, le fils d'un procureur, étudiant en droit
- Ky Duyen : Chang, le majordome de Delage
- Élisa Lamotte : la dame d'Orléans
- Claire Muriel : une malade

## Autour du film
Un grand patron brosse le portrait d'un grand chirurgien parisien, joué par Pierre Fresnay. Cela sert de support à une charge sans concession de la grande bourgeoisie française[réf. nécessaire]. À sa sortie en 1951, le film obtient un grand succès public.
La scène de fête dans la salle de garde où une fille danse seins nus sur une table a fait l'objet de pressions de la part d'associations défendant les « bonnes mœurs », qui ont voulu faire interdire le film.